# 라오스 킵

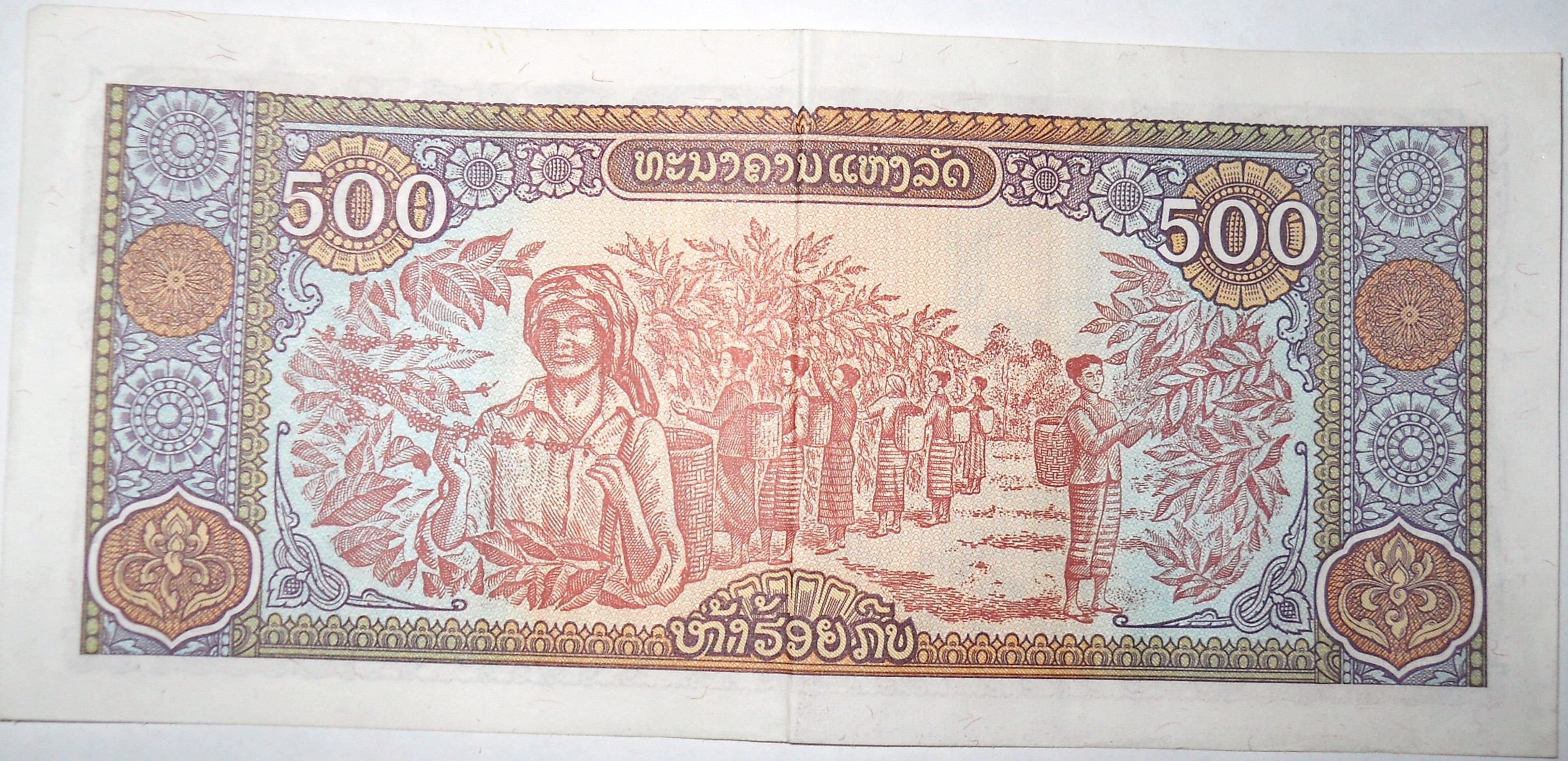

킵(라오어: ກີບ)은 1952년부터 통용되고 있는 라오스의 통화이다. 1 킵은 100 앗트(ອັດ, att)에 해당된다.
현재는 1,000, 2,000, 5,000, 10,000, 20,000, 50,000, 100,000 킵 지폐가 통용된다.
앗트는 가치가 너무 낮아서 지금은 발행되지 않는다.
세계에서 화폐 가치가 세 번째로 낮은 화폐이다.